# جمهوری سوسیال ایتالیا

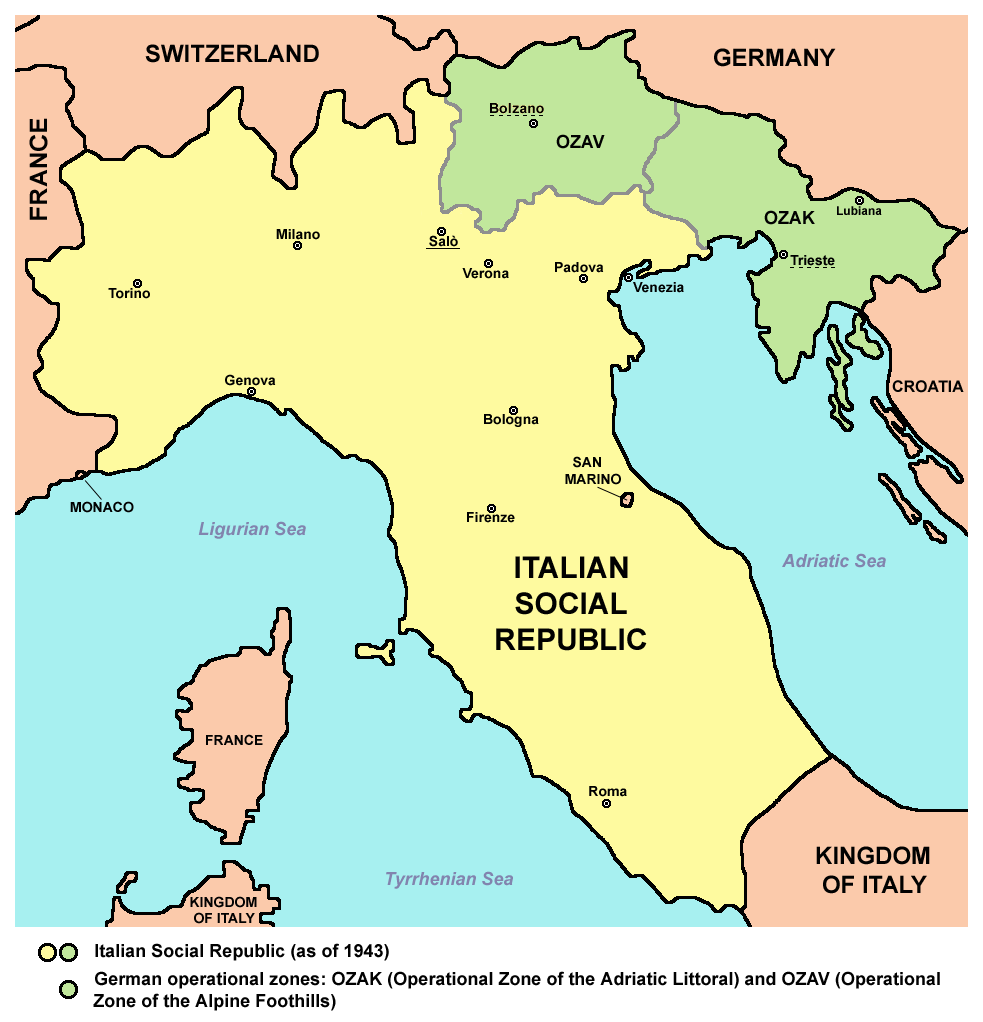
نقشه جمهوری سوسیال ایتالیا

جمهوری سوسیال ایتالیا (به انگلیسی: Italian Social Republic) (به ایتالیایی: Repubblica Sociale Italiana) دولت دست‌نشانده آلمان نازی در مناطق شمالی ایتالیا در جریان جنگ جهانی دوم بود.

## نحوه تشکیل
در تاریخ ۲۴ ژوئیه ۱۹۴۳ و پس از پیاده شدن متفقین در سیسیل اعتماد آلمان‌ها به دولت ایتالیا از بین رفت و تصمیم به مداخله در ایتالیا گرفتند. روز بعد ویکتور امانوئل سوم دستور دستگیری موسولینی را صادر کرد. موسولینی دستگیر شد و دولت جدید شروع به برنامه‌ریزی برای تسلیم بدون قید شرط شد.
در همین حال آلمان نازی چندین واحد از بهترین نیروهای ارتشش را به ایتالیا فرستاد. این نیروها به همراه واحدهایی از ارتش ایتالیا به مقاومت در برابر متفقین پرداختند. در ۸ سپتامبر دولت جدید ایتالیا رسماً تسلیم شد، پس از اعلام تسلیم شدن دولت جدید آدولف هیتلر دستور به خلع سلاح نیروهای دولتی شمال ایتالیا و مناطق تحت کنترل را صادر کرد.

### آزادسازی موسولینی
چهار روز بعد یعنی در ۱۲ سپتامبر چتربازان آلمان نازی به فرماندهی اتو اسکورزنی در عملیاتی که به نام عملیات بلوط نام‌گذاری شد موفق به آزاد کردن موسولینی شدند. پس از آزادی موسولینی به بایرن رفت.

## تاریخچه
به محض آزاد شدن موسولینی، آدولف هیتلر پیشنهاد ایجاد کشوری مستقل از دولت تسلیم شده ایتالیا را داد. موسولینی نیز در تاریخ ۲۳ سپتامبر ۱۹۴۳ رسماً تشکیل این جمهوری سوسیالیستی را اعلام کرد. وی ابتدا قصد داشت پایتخت را شهر رم اعلام کند اما با مخالفت آلمان‌ها روبرو شد. آلمان‌ها به موسولینی اخطار دادند با توجه به ورود متفقین به جنوب ایتالیا و قرار گرفتن رم در خط مقدم جبهه یکی از شهرهای شمالی ایتالیا به عنوان پایتخت موقت اعلام شود، بنابراین موسولینی شهر سالو را به عنوان پایتخت موقت برگزید.
تشکیل این جمهوری سوسیال با دشواری‌های دیگری روبرو بود. متفقین با تبلیغات وسیع این دولت را دست‌نشانده آلمان‌ها می‌خواندند. این تبلیغات و همچنین گوش به فرمان بودن شخصی موسولینی از آلمان‌ها مردم را به این جمهوری سوسیالیستی بدبین کرد و اقبال عمومی نسبت به این حکومت کمرنگ شد.
حکومت جمهوری سوسیالیستی ایتالیا فاقد یک برنامه کامل بود این حکومت از لحاظ اقتصادی نیز کاملاً به حکومت رایش سوم وابسته بود. نیروهای آلمانی نقش پررنگی در سرکوب پارتیزانان نیز داشتند. از طرف دیگر موسولینی با ممنوعیت تجمع و اعتصابات به کارگران و مردم ایتالیا اعلام کرد اگر به وی فرصتی بدهند و وی را در بیرون کردن نیروهای متفقین یاری کنند وی خود را متعهد می‌داند که حکومتی عادل برپا کند. البته این سخنان موسولینی با استقبال عمومی مواجه نشد.
در حالی که هیتلر به‌طور کامل اعتمادش را نسبت به موسولینی از دست داده بود اما وی همچنان هیتلر را متحد و دوست صمیمی خود می‌دانست. موسولینی به هیتلر پیشنهاد داد تا جنگ را در جبهه شوروی متوقف و به حالت دفاعی برده و نیروها را به غرب آورده و انگلستان را شکست دهد. موسولینی معتقد بود انگلستان باعث فراگیر شدن جنگ آلمان نازی و لهستان و آغاز جنگ جهانی دوم بوده‌است.
با وخیم شدن اوضاع برای نیروهای آلمانی-ایتالیایی در میلان، موسولینی اعلام کرد که میلان برای متفقین مانند استالینگراد برای ما است. نیروهای ما اجازه نخواهند داد متفقین از میلان عبور کنند. درحالی که موسولینی و هیتلر سعی در آرام کردن سران و فرماندهان داشتند برخی مخفیانه با متفقین مذاکرات صلح را آغاز کردند. با ضعیف شدن مقاومت نیروهای محور در جمهوری سوسیال ایتالیا این حکومت در ۲۵ آوریل ۱۹۴۵ منحل شد و در ۲۷ آوریل موسولینی و معشوقه‌اش در حالی که سوی آلمان نازی در حال حرکت بودند توسط پارتیزان‌ها دستگیر و پس از اجرای دادگاه صحرایی اعدام شد.

## نگارخانه

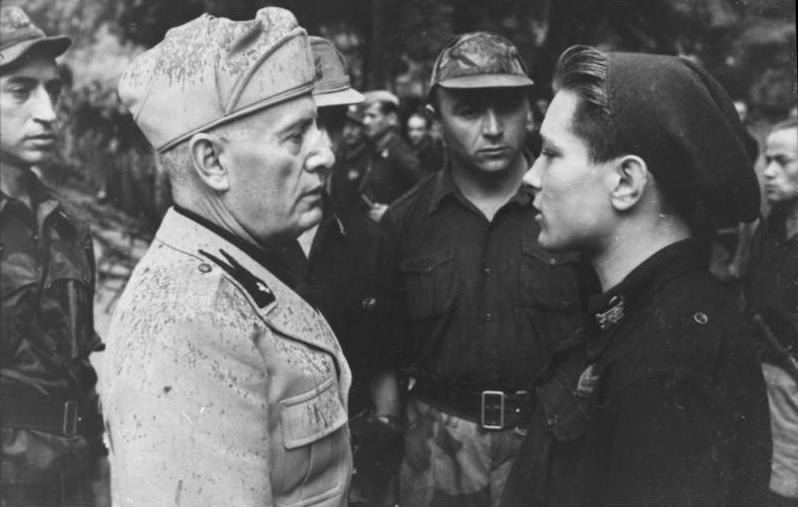
دیدار موسولینی با جوانان ارتش جمهوری سوسیال ایتالیا، ۱۹۴۴
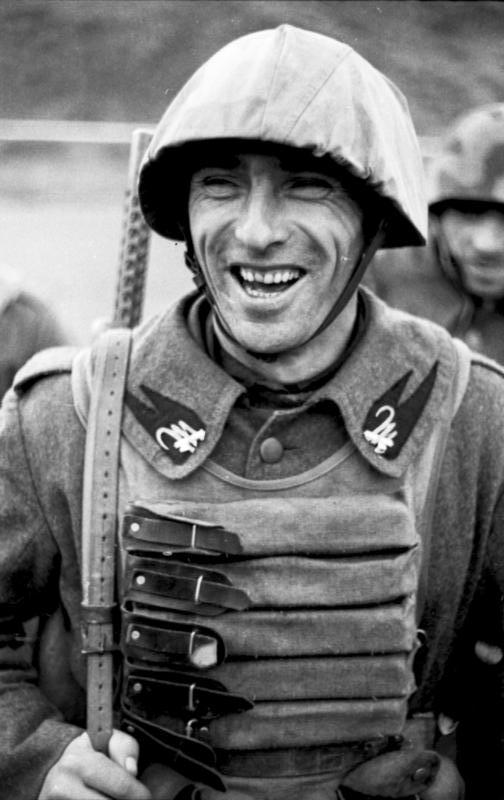
یک سرباز جمهوری سوسیال ایتالیا